# 謝爾登鎮區 (北達科他州埃迪縣)
謝爾登鎮區（英語：Sheldon Township）是位於美國北達科他州埃迪縣的一個鎮區。

## 地方資料
謝爾登鎮區的面積為93.46平方千米，當中陸地面積為92.89平方千米，而水域面積為0.57平方千米。根據2020年美國人口普查的數據，當地共有人口33人，而人口密度為每平方千米0.35人。